# Henge von Roda

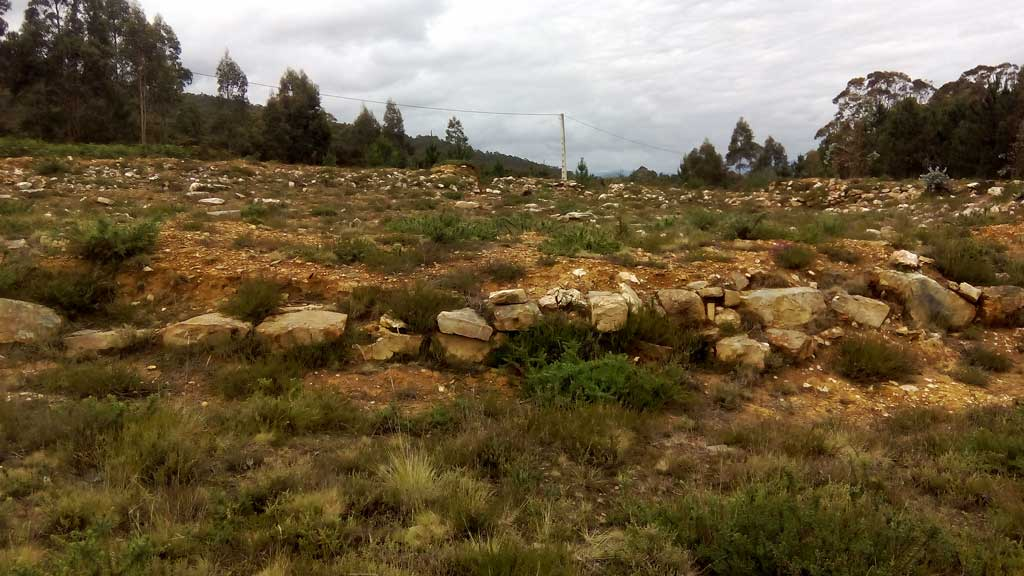
Henge von Roda

Das Henge von Roda (auch A Roda genannt) ist eine megalithische Struktur im Dorf Roda, das zur Gemeinde Barreiros in der Provinz Lugo in Galicien in Spanien gehört. Das Henge ist die erste Struktur dieser Art, die auf der Iberischen Halbinsel entdeckt und untersucht wurde.
Das Henge (auch henge monument) wurde 2006 entdeckt, als Vorarbeiten zum Bau der kantabrischen Autobahn A 8 zwischen Barreiros und Reinante begannen. Obwohl bekannt war, dass es in Roda eine archäologische Stätte gibt, wurde davon ausgegangen, dass es sich um ein Castro handelt. Die Archäologen stellten fest, dass die Keramik zeitlich weit vor der Castrokultur lag, und die Struktur zu klein war, um ein Castro zu sein. Nach der Entdeckung wurde die Route der Autobahn geändert und das Henge auf einem Grundstück des Entwicklungsministeriums erhalten. Inzwischen ist das Bauwerk durch Bewuchs und Erosion bedroht. 
Die Reste des Henges befinden sich in einer Ebene am Fuße des Berges, von dem aus das Gebiet kontrolliert wird. Es handelt sich um einen lithischen Kreis mit einem Durchmesser von etwa 50 Metern, der vor etwa 3700 Jahren gebaut wurde. Es besteht aus einem äußeren Graben mit drei bis vier Metern Breite. Der Kreis wird von zwei Mauern gebildet, zwischen denen sich Erde abgelagert hat. Neben dem Zugang befindet sich ein Stein, der einer der Menhire sein könnte, die den Zugang bildeten.
In der Gemeinde Jove wurde zwischen San Cibrao und Celeiro eine ähnliche Formation gefunden. Ein weiteres Henge konnte in Coeses in der Gemeinde Lugo (alle Provinz Lugo) gefunden werden, das noch nicht untersucht wurde.